# Национална крилатица
Национална крилатица (национални мото, национално гесло, национална девиза) је реч, идиом или реченица која је проглашена или се сматра општеприхваћеном изреком једне државе, и као таква је део њених спољних обележја попут химне или заставе. Често су на латинском језику а обично исказују или неки историјску чињеницу или показују снагу и одлучност нације.
Дешава се да је национална крилатица исписана и на националном грбу.